# Epiplema opigena
Epiplema opigena är en fjärilsart som beskrevs av Druce 1892. Epiplema opigena ingår i släktet Epiplema och familjen Uraniidae. Inga underarter finns listade i Catalogue of Life.